# Palais Henckel von Donnersmarck

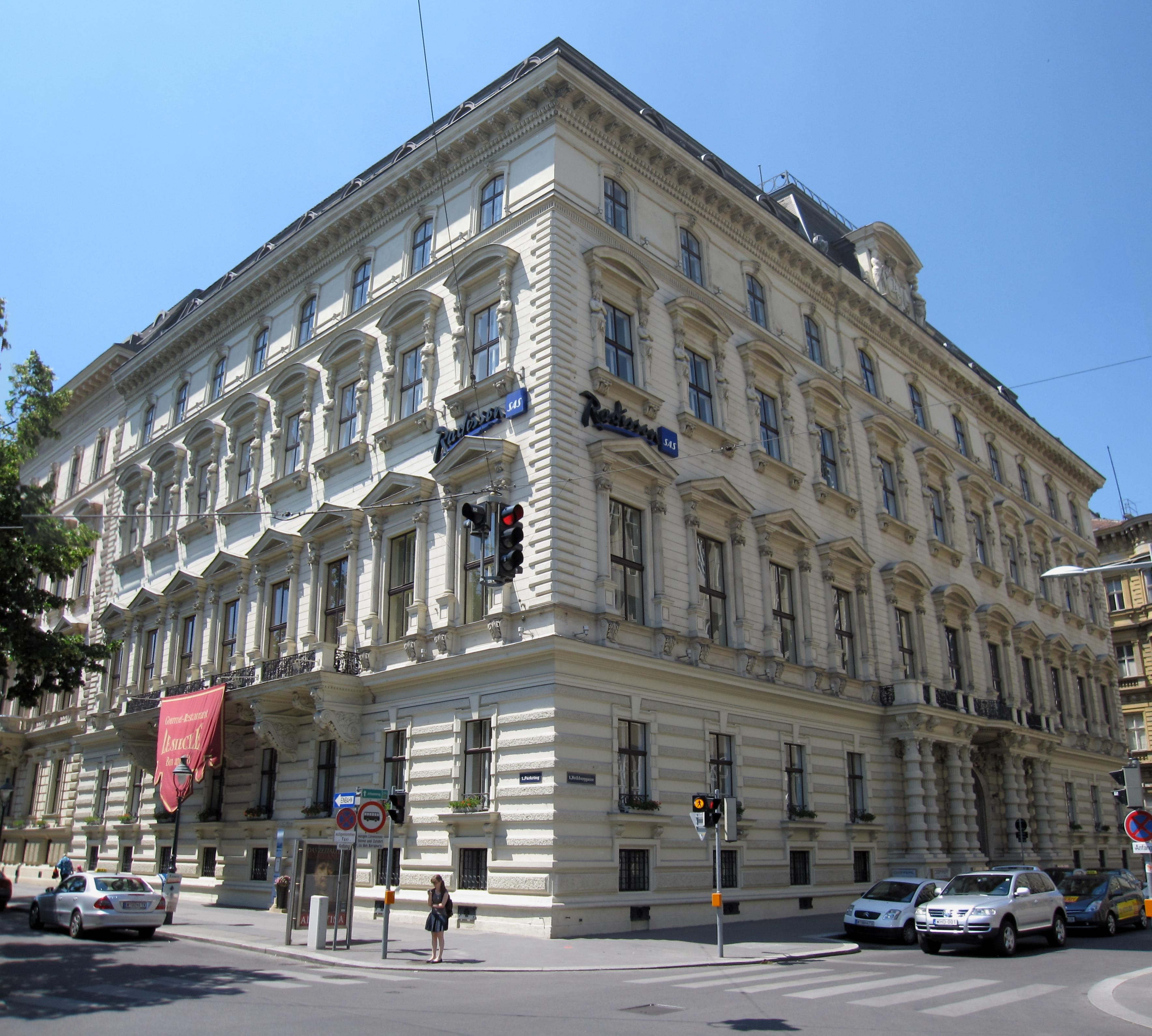
Palais Henckel von Donnersmarck (2009)

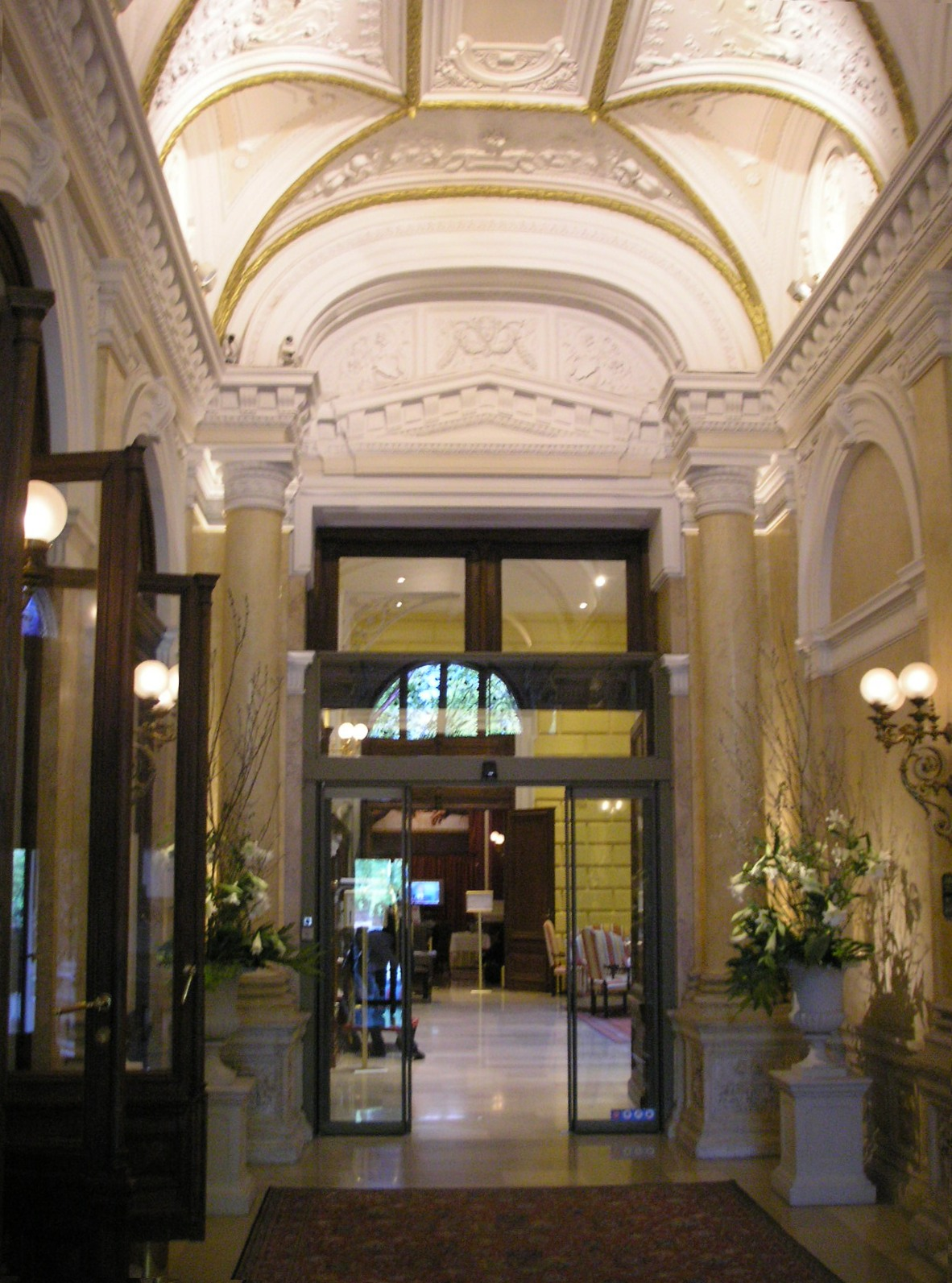
Eingangsfoyer des Palais’ Henckel von Donnersmarck (2007)

Das Palais Henckel von Donnersmarck ist ein Ringstraßenpalais in Wien. Es befindet sich an der Ringstraße im 1. Wiener Gemeindebezirk am Parkring 14, Ecke Weihburggasse 32.

## Geschichte
Bauherr des Palais war der Industrielle Hugo Henckel von Donnersmarck, der es als Geschenk für seine zweite Frau Laura geb. Gräfin Kaszongi in den Jahren 1871/72 bauen ließ.
Das Palais wurde von August Schwendenwein und Johann Romano entworfen.
In dem Palais wohnte einige Zeit Graf Edmund Zichy (Wien 1811 bis ebd. 1894), der eine bedeutende Persönlichkeit der Ringstraßengesellschaft und Förderer von Kunst und Wissenschaft war. In der Wohnung waren große Teppiche, die er selbst entwarf. Bekannt war die Sammlung indischer und chinesischer Bronzen. Im Jahr 1906 wurde das Palais, nachdem Gräfin Zichy verstorben war, an den Grafen Mir verkauft. Am Giebel ist noch das Monogramm M in der Grafenkrone sichtbar. Als der Graf starb, verkaufte es seine Witwe 1917 an Alberto Marquis de Hohenkubin, der das Haus aber nur selten bewohnte.
Nach dem Zweiten Weltkrieg wurde das Haus geplündert und beschädigt. 1975 ging das Palais an die Erben des 1972 verstorbenen Marquis. Um diese Zeit stand das Haus aber bereits leer. Die Erben verkauften es zwei Jahre später an die Gemeinde Wien. In den Jahren 1983 bis 1985 wurde es vom Architekturbüro Pfeffer Consult in ein Hotel umgebaut. Gemeinsam mit dem benachbarten Palais Leitenberger beherbergte das Haus bis Ende 2013 das Radisson Blu Hotel. Dann wurde es neuerlich umgebaut und umfasste seit 2021 zwölf Luxuswohnungen. Zuletzt eröffnete 2023 in dem dazu nochmals umgebauten Gebäude das Fünfsterne-Luxushotel Palais Vienna der Almanac-Gruppe.